# Йонсон, Уве

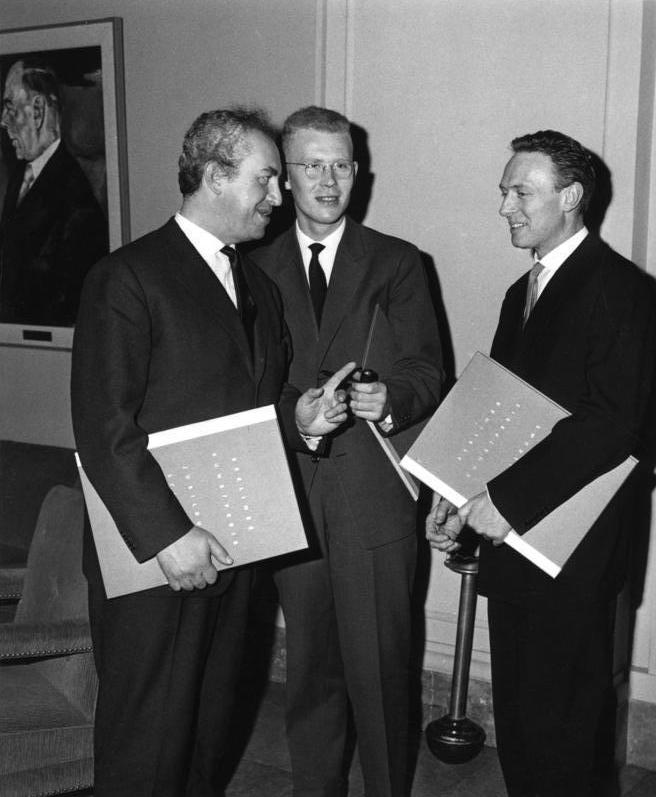
Уве Йонсон (в центре) на присуждении Берлинской художественной премии, 1960

Уве Йонсон (нем. Uwe Johnson; 20 июля 1934, Каммин, Померания — 22 февраля 1984, Ширнесс, Великобритания) — немецкий писатель и переводчик.

## Биография
В 1944 году семья бежала от наступавшей Красной Армии в Мекленбург, отец был арестован, депортирован в СССР и погиб в сталинских лагерях. Семья перебралась в Гюстров, где Йонсон окончил школу. Изучал германскую филологию в Ростоке (1952—1954) и Лейпциге (1954—1956). Был исключен из университета за политическую пассивность, затем восстановлен. Восточногерманские издательства одно за другим отвергали его первый роман. В 1956 году мать Йонсона переехала в Западный Берлин. Из-за этого его не принимали на работу по специальности, он был вынужден заниматься переводами (Г. Мелвилл, «Песнь о Нибелунгах» и др.).
В 1959 году Йонсон и сам перебрался на Запад. Крупное издательство «Зуркамп» опубликовало к этому времени его роман «Догадки насчет Якоба». Йонсон сблизился с Группой 47. В 1960-е путешествовал, жил на стипендию в Риме, работал в США, в 1974 году переехал в Великобританию. Переживал творческий кризис, писал мало, выступал с лекциями. У писателя стало ухудшаться здоровье. Он собирался переехать в Америку, договаривался о сдаче ему нью-йоркской квартиры с Максом Фришем.
Йонсон умер от сердечного приступа в полном одиночестве, тело в сельском домике обнаружили лишь 13 марта, через три недели после кончины.

## Творчество
Испытал влияние Джойса, Фолкнера, французского «нового романа». В романах и рассказах представил драматическую картину немецкого общества 1930—1960-х годов.

## Признание
Литературный и нравственный авторитет Йонсона среди современников был чрезвычайно велик: так, такие видные литературные деятели, как Гюнтер Грасс и Ханс Майер называли его самым значительным писателем, происходящим из ГДР. После смерти его влияние продолжает расти, он — один из вызывающих острые споры классиков немецкой словесности второй половины XX века. При жизни был награждён премиями:
- Теодора Фонтане (Западный Берлин, 1960)
- Форментор (международная, 1962)
- Георга Бюхнера (1971)
- Вильгельма Раабе (Брауншвейг, 1975)
- Томаса Манна (Любек, 1978)
- города Кёльн (1983)

С 1994 года в Мекленбурге-Передней Померании вручается премия Уве Йонсона, названная в его честь. С того же года в Гёттингене издаётся Ежегодник Уве Йонсона. Отдельными томами издана его переписка с Ханной Арендт, Максом Фришем, Фрицем Раддацем и др.

## Произведения
- Mutmassungen über Jakob / Догадки насчет Якоба (1959)
- Das dritte Buch über Achim / Третья книга об Ахиме (1961)
- Karsch, und andere Prosa / Карш и другая проза (1964)
- Zwei Ansichten / Две точки зрения (1965)
- Jahrestage / Годовщины (4 тт., 1970—1983, телесериал 2000)
- Eine Reise nach Klagenfurt / Поездка в Клагенфурт (1974, эссе)
- Berliner Sachen, Aufsätze / Берлинское (1975, эссе)
- Skizze eines Verunglückten / Очерк о жертве случайного происшествия (1982)

### Публикации на русском языке
- Я о себе самом. Рассказы. Из переписки Уве Йонсона и Макса Фриша. // Иностранная литература. — 2003. — № 9.
- Две точки зрения. Повесть. // Иностранная литература. — 2007. — № 2.